# Kora szilur
A kora szilur a szilur időszak korai szakasza, amelyet korábban egységes földtörténeti kornak tartottak, a modern szakirodalom azonban a llandoveryi és a wenlocki korokra tagolta, és már csak informális elnevezésként él tovább. 443,8 ± 1,5 millió évvel ezelőtt (mya) kezdődött, és 427,4 ± 0,5 mya ért véget. Rétegtani megfelelője az alsó szilur sorozat.

## Tagolása
A kora szilurba az alábbi két kor és öt korszak tartozik (a korábbitól a későbbi felé haladva):
Llandoveryi kor: 443,8 ± 1,5 – 433,4 ± 0,8 Ma
- Rhuddani korszak: 443,8 ± 1,5 – 440,8 ± 1,2 Ma
- Aeroni korszak: 440,8 ± 1,2 – 438,5 ± 1,1 Ma
- Telychi korszak: 438,5 ± 1,1 – 433,4 ± 0,8 Ma

Wenlocki kor: 433,4 ± 0,8 – 427,4 ± 0,5 Ma
- Sheinwoodi korszak: 433,4 ± 0,8 – 430,5 ± 0,7 Ma
- Homeri korszak: 430,5 ± 0,7 – 427,4 ± 0,5 Ma